# محيت
محيت هي إلهة أسد قديمة انتشرت عبادتها في مصر القديمة و لها ارتباط بالنوبة.

## التاريخ
في عصر الأسرات المبكرة كانت تُصور كلبؤة مستلقية مع ثلاثة أعمدة منحنية تبرز من ظهرها. في ذلك العصر، تظهر في العديد من الأختام والعاجيات المبكرة، عادةً بجانب تصوير لمعبد لها في صعيد مصر. كانت أماكن عبادتها الرئيسية في نخن وطينة.

## المعتقدات
كانت محيت زوجة أنحور، أو أونوريس، إله الصيد الذي كان يُعبد في ثينيس. تشير نصوص مختلفة إلى أسطورة يطارد فيها أنحور محيت في النوبة ويأتي بها إلى مصر كزوجته. يُعد هذا الحدث أساس اسم أنحور، الذي يعني "الذي يُعيد البعيدة". تحدد المصادر المتأخرة هذه القصة مع أسطورة "الإلهة البعيدة"، حيث تهرب عين رع—إلهة شمسية يمكن أن تتخذ شكل عدة إلهات—من والدها رع، الذي يرسل أحد الآلهة لإعادتها. في النسخة التي تشمل أنحور ومحيت، يتم دمج أنحور مع شو ومحيت مع حتحور-تفنوت، أخت وزوجة شو المعروفة من قصة الخلق. ولأن شو وتفنوت كانا أحيانًا يمثلان الشمس والقمر، يمكن أن تمثل محيت أيضًا البدر. عودتها إلى مكانها الصحيح يمكن أن تمثل أيضًا استعادة عين حورس، رمز القمر والنظام الإلهي للكون.
تقترح جيرالدين بينش أن الإلهة البعيدة قد تكون في الأصل تجسيدًا للصحراء البرية في النوبة، التي تم استيعاب أسطورتها في مجموعة من الأساطير المحيطة بعين رع. ويقول توبي ويلكينسون إنه في العصر المبكر للأسرات قد تكون محيت إلهة حامية، مرتبطة بالأماكن المقدسة.